# Dakhla Airport (flygplats i Egypten)
Dakhla Airport är en flygplats i Egypten. Den ligger i guvernementet Al-Wadi al-Jadid, i den centrala delen av landet, 600 km söder om huvudstaden Kairo. Dakhla Airport ligger 172 meter över havet.
Terrängen runt Dakhla Airport är platt. Trakten runt Dakhla Airport är nära nog obefolkad, med mindre än två invånare per kvadratkilometer. Trakten runt Dakhla Airport är ofruktbar med lite eller ingen växtlighet.